# Walter Pérez
Pour les articles homonymes, voir Walter Perez (homonymie) et Pérez.
Walter Fernando Pérez, né le 31 janvier 1975 à San Justo dans la province de Buenos Aires, est un coureur cycliste argentin. Spécialiste de la piste, il est à partir de 2003 coéquipier de Juan Esteban Curuchet pour la course à l'américaine et les courses de Six Jours. Ils ont ensemble remporté la médaille d'or de l'américaine aux championnats du monde de cyclisme sur piste 2004 et aux Jeux olympiques de 2008 à Pékin. 

## Repères biographiques
La victoire dans la course à l'américaine, qu'il obtient avec Juan Esteban Curuchet, sur le vélodrome de Melbourne lors des mondiaux 2004 est le premier titre obtenu par l'Argentine dans la catégorie Élite. Le duo reçoit l'Olimpia de Oro de meilleurs athlètes argentins de l’année.
Après son titre panaméricain, il dispute la course omnium aux mondiaux 2012, pour pouvoir disputer ses cinquièmes Jeux. En finissant dix-huitième, juste devant le Japonais et le Kazakh, ses rivaux pour l'ultime billet pour Londres, il atteint son but dans une discipline qui n'est pas la sienne. Pour parfaire son entraînement, en vue des Jeux olympiques de 2012, Pérez se rend en Espagne, début juin, avec sa sélection nationale.
Il arrête la compétition en octobre 2015, après avoir obtenu la médaille d'argent en poursuite par équipes aux Jeux Panaméricains de Toronto, au Canada.
En 2018, il devient entraîneur au Centre mondial du cyclisme, à Aigle en Suisse.

## Palmarès sur piste

### Jeux olympiques
- Atlanta 1996
  - 8e de la poursuite (éliminé en quart de finale)[6].
  - 14e de la poursuite par équipes (éliminé au tour qualificatif)[7].
- Sydney 2000
  - 8e de la poursuite (éliminé au tour qualificatif)[8].
  - 9e de la poursuite par équipes (éliminé au tour qualificatif)[9].
- Athènes 2004
  - 9e de l'américaine (avec Juan Esteban Curuchet)[10].
- Pékin 2008
  -  Champion olympique de l'américaine (avec Juan Esteban Curuchet)[11].
- Londres 2012
  - 14e de l'omnium

### Championnats du monde
- Bogota 1995
  - 25e de la poursuite individuelle[12].
- Stuttgart 2003
  -  Médaillé de bronze de l'américaine (avec Juan Esteban Curuchet)[13].
  - 24e du scratch[14].
- Melbourne 2004
  -  Champion du monde de l'américaine (avec Juan Esteban Curuchet)[15].
  -  Médaillé de bronze du scratch[16].
- Los Angeles 2005
  - 11e de la course aux points[17].
  - 13e de l'américaine (avec Juan Esteban Curuchet)[18].
- Bordeaux 2006
  -  Médaillé de bronze de l'américaine (avec Juan Esteban Curuchet)
- Palma de Majorque 2007
  -  Médaillé d'argent de l'omnium
- Copenhague 2010
  - 7e de l'américaine
  - 8e de la course aux points
- Melbourne 2012
  - 18e de la course omnium[3].

### Coupe du monde
- 1996
  - 2e de la poursuite par équipes à Cali
- 1998
  - 2e de la poursuite par équipes à Cali
- 2003
  - 1er de l'américaine à Aguascalientes (avec Juan Esteban Curuchet)
  - 1er de l'américaine au Cap (avec Juan Esteban Curuchet)
  - 3e du scratch à Aguascalientes
- 2004
  - 1er de l'américaine à Moscou (avec Juan Esteban Curuchet)
  - 1er du scratch à Moscou
  - 1er de l'américaine à Sydney (avec Juan Esteban Curuchet)
- 2005-2006
  - 1er du scratch à Los Angeles
  - 1er de l'américaine à Los Angeles (avec Ángel Darío Colla)
- 2006-2007
  - 3e du scratch à Los Angeles
- 2007-2008
  -  2e du scratch à Pékin

### Championnats panaméricains
- Curicó 1994
  -  Médaillé d'or de la poursuite individuelle
  -  Médaillé d'or de la poursuite par équipes (avec Ángel Darío Colla, Edgardo Simón et Sergio Giovachini)
  -  Médaillé d'or de la course à l'élimination
- Mar del Plata 2005
  -  Médaillé d'or de l'américaine (avec Juan Esteban Curuchet)
  -  Médaillé de bronze du scratch
- São Paulo 2006
  -  Médaillé d'or de l'américaine (avec Juan Esteban Curuchet)
  -  Médaillé d'or du scratch
- Mar del Plata 2012
  -  Médaillé d'or de l'omnium
  -  Médaillé de bronze de la poursuite par équipes
- Mexico 2013
  -  Médaillé d'or de la poursuite par équipes
  -  Médaillé d'argent de l'américaine (avec Eduardo Sepúlveda)
- Aguascalientes 2014
  -  Médaillé d'argent de la poursuite par équipes
  -  Médaillé de bronze de l'américaine (avec Marcos Crespo)
  - Abandon dans la course scratch[19]

### Jeux panaméricains
- Mar del Plata 1995
  -  Médaillé d'argent de la poursuite
- Winnipeg 1999
  -  Médaillé d'argent de la poursuite
- Saint Domingue 2003
  -  Médaillé d'or de l'américaine (avec Juan Curuchet)
  -  Médaillé d'argent de la poursuite par équipes
- Rio de Janeiro 2007
  -  Médaillé d'or de l'américaine (avec Juan Curuchet)
- Guadalajara 2011
  -  Médaillé de bronze de la poursuite par équipes
  -  Médaillé de bronze de l'omnium
- Toronto 2015
  -  Médaillé d'argent de la poursuite par équipes

### Jeux sud-américains
- Mar del Plata 2006
  -  Médaillé d'or de l'américaine (avec Juan Esteban Curuchet)[20]
  -  Médaillé d'or du scratch (ex aequo avec José Aravena)[21]
- Medellín 2010
  -  Médaillé d'argent de l'américaine
  -  Médaillé de bronze du scratch
- Santiago 2014
  -  Médaillé d'argent de la poursuite par équipes

### Six Jours
- 2007 : Six Jours de Turin (avec Juan Esteban Curuchet)
- 2009 : Six Jours de Crémone (avec Sebastián Donadío)

### Championnats nationaux
- 1993
  -  Champion d'Argentine de poursuite
- 1994
  -  Champion d'Argentine de poursuite
- 2003
  -  Champion d'Argentine de l'américaine (avec Juan Esteban Curuchet)
- 2007
  -  Champion d'Argentine de course aux points
- 2014
  -  Champion d'Argentine de poursuite

## Palmarès sur route
| - 1997 - 5e étape de la Doble Bragado - 1999 - 2e étape de la Doble Bragado - 2000 - 2e de la Rutas de América - 2001 - 6e étape de la Doble Bragado - 2003 - 2e étape de la Vuelta al Valle - 2005 - 2e du Grand Prix Campagnolo - 2e de la Doble San Francisco-Miramar - 2007 - 3e étape de la Doble Bragado - 2008 - 3e de la Clásica 1° de Mayo - 3e du Gran Premio San Antonio | - 2010 - 2e et 6ea (contre-la-montre) étapes de la Doble Bragado - Vuelta de Lavalle : - Classement général - 1re et 4e étapes - 3e de la Doble Bragado - 3e du Grand Prix Campagnolo - 2011 - 4e étape de la Doble Bragado - Circuito Nuestra Señora del Portal - 3e du Grand Prix Campagnolo - 2012 - 5e étape de la Vuelta de Lavalle - Criterium de Apertura - 3e de la Doble Bragado - 2013 - 1re étape du Tour de la province de Valence |